# ネティウィット
ネティウィット（タイ語: เนติวิทย์ โชติภัทร์ไพศาล、1996年9月10日 - ）は、学生活動家、図書館員、良心の異端者、出版社、作家。
TERA（Thailand Educational Revolution Alliance）の創設者であり、サイアム解放のための教育を行う。両方のグループがタイの教育制度を改革することを目指している。
2018年、ネティウィットは、特に民主主義、教育、軍の徴兵などのソーシャルワークを称えるために、ザ・ストレーツ・タイムズ（シンガポールプレス）が公的および社会部門で見る50人のアジア人の1人として発表された。ネティウィットはチュラロンコン大学で政治学を専攻している。彼はチュラロンコン大学の選出された学生評議会会長であり、サンティ・プラチャ・ダーマ・ライブラリの図書館員でもある。